# Aubange
Aubange (Luxemburgs: Éibeng of Éiben, Waals: Åbindje, Duits: Ibingen) is een stad in de Belgische provincie Luxemburg in België. De stad telt ruim 17.000 inwoners. Het stadhuis bevindt zich in de plaats Athus.

## Geschiedenis
Op het eind van het ancien régime werd Aubange een gemeente. In 1878 werd Athus afgesplitst als zelfstandige gemeente.
Bij de gemeentelijke herindeling van 1977 werden Athus, Halanzy en Rachecourt deelgemeente van Aubange.
In 2018 ontving Aubange bij het decreet stadsrechten en is daarmee een van de jongste steden van het land.

## Geografie
De stad ligt voor het grootste deel in het Luxemburgse taalgebied, in het land van Aarlen. De stad Aubange grenst aan het drielandenpunt van België, Luxemburg en Frankrijk.

## Kernen

### Deelgemeenten
| # | Naam       | Opp. (km²) | Inwoners (2020) | Inwoners per km² | NIS-code |
| - | ---------- | ---------- | --------------- | ---------------- | -------- |
| 1 | Aubange    | 8,10       | 4.510           | 557              | 81004A   |
| 2 | Athus      | 9,33       | 7.979           | 855              | 81004B   |
| 3 | Halanzy    | 20,06      | 3.927           | 196              | 81004C   |
| 4 | Rachecourt | 8,63       | 697             | 81               | 81004D   |

### Andere kernen
- Battincourt
- Aix-sur-Cloie
- Guerlange.

## Aangrenzende gemeenten
| Aangrenzende gemeenten | Aangrenzende gemeenten | Aangrenzende gemeenten | Aangrenzende gemeenten | Aangrenzende gemeenten |
| ---------------------- | ---------------------- | ---------------------- | ---------------------- | ---------------------- |
| Saint-Léger            |                        | Messancy               |                        |                        |
|                        |                        |                        |                        |                        |
| Musson                 | Pétange (lux)          |                        |                        |                        |
|                        |                        |                        |                        |                        |
|                        |                        | Cosnes-et-Romain (fr)  |                        | Mont-Saint-Martin (fr) |

## Demografische evolutie

### Demografische evolutie voor de fusie
- Bron:NIS - Opm:1806 t/m 1970=volkstellingen
- 1878: afscheiding van Athus (1035 inwoners) dat een zelfstandige gemeente werd

### Demografische evolutie van de fusiegemeente
Alle historische gegevens hebben betrekking op de huidige stad, inclusief deelgemeenten, zoals ontstaan na de fusie van 1 januari 1977.
- Bronnen:NIS, Opm:1831 tot en met 1981=volkstellingen; 1990 en later= inwonertal op 1 januari

| Inwoners van jaar tot jaar op 1 januari 1992 tot heden | Inwoners van jaar tot jaar op 1 januari 1992 tot heden | Inwoners van jaar tot jaar op 1 januari 1992 tot heden |
| jaar                                                   | Aantal                                                 | Evolutie: 1992=index 100                               |
| ------------------------------------------------------ | ------------------------------------------------------ | ------------------------------------------------------ |
| 1992                                                   | 14.463                                                 | 100,0                                                  |
| 1993                                                   | 14.512                                                 | 100,3                                                  |
| 1994                                                   | 14.562                                                 | 100,7                                                  |
| 1995                                                   | 14.576                                                 | 100,8                                                  |
| 1996                                                   | 14.536                                                 | 100,5                                                  |
| 1997                                                   | 14.561                                                 | 100,7                                                  |
| 1998                                                   | 14.549                                                 | 100,6                                                  |
| 1999                                                   | 14.552                                                 | 100,6                                                  |
| 2000                                                   | 14.663                                                 | 101,4                                                  |
| 2001                                                   | 14.770                                                 | 102,1                                                  |
| 2002                                                   | 14.787                                                 | 102,2                                                  |
| 2003                                                   | 14.837                                                 | 102,6                                                  |
| 2004                                                   | 14.904                                                 | 103,0                                                  |
| 2005                                                   | 14.937                                                 | 103,3                                                  |
| 2006                                                   | 15.016                                                 | 103,8                                                  |
| 2007                                                   | 15.193                                                 | 105,0                                                  |
| 2008                                                   | 15.333                                                 | 106,0                                                  |
| 2009                                                   | 15.624                                                 | 108,0                                                  |
| 2010                                                   | 15.709                                                 | 108,6                                                  |
| 2011                                                   | 15.835                                                 | 109,5                                                  |
| 2012                                                   | 16.031                                                 | 110,8                                                  |
| 2013                                                   | 16.246                                                 | 112,3                                                  |
| 2014                                                   | 16.325                                                 | 112,9                                                  |
| 2015                                                   | 16.427                                                 | 113,6                                                  |
| 2016                                                   | 16.646                                                 | 115,1                                                  |
| 2017                                                   | 16.856                                                 | 116,5                                                  |
| 2018                                                   | 16.927                                                 | 117,0                                                  |
| 2019                                                   | 17.093                                                 | 118,2                                                  |
| 2020                                                   | 17.146                                                 | 118,6                                                  |
| 2021                                                   | 17.251                                                 | 119,3                                                  |
| 2022                                                   | 17.417                                                 | 120,4                                                  |
| 2023                                                   | 17.652                                                 | 122,0                                                  |
| 2024                                                   | 17.845                                                 | 123,4                                                  |
| 2025                                                   | 17.871                                                 | 123,6                                                  |

## Politiek

### Resultaten gemeenteraadsverkiezingen sinds 1976
| Partij               | Partij                                                 | 10-10-1976 | 10-10-1976 | 10-10-1982 | 10-10-1982 | 9-10-1988 | 9-10-1988 | 9-10-1994 | 9-10-1994 | 8-10-2000 | 8-10-2000 | 8-10-2006 | 8-10-2006 | 14-10-2012 | 14-10-2012 | 14-10-2018 | 14-10-2018 | 13-10-2024 | 13-10-2024 |
| Stemmen / Zetels     | Stemmen / Zetels                                       | %          | 25         | %          | 23         | %         | 23        | %         | 23        | %         | 23        | %         | 23        | %          | 25         | %          | 25         | %          | 25         |
| -------------------- | ------------------------------------------------------ | ---------- | ---------- | ---------- | ---------- | --------- | --------- | --------- | --------- | --------- | --------- | --------- | --------- | ---------- | ---------- | ---------- | ---------- | ---------- | ---------- |
|                      | PGN1 / PSC2 / CDH3 / CDH.com4 / Liste du Bourgmestre5  | 41,731     | 11         | 35,011     | 8          | 36,12     | 9         | 37,652    | 9         | 29,772    | 7         | 32,943    | 9         | 34,183     | 9          | 37,494     | 10         | 61,425     | 16         |
|                      | IC1 / PRL2 / ROC3 / MR4 / TPAA / Liste du Bourgmestre5 | 16,771     | 3          | 19,551     | 4          | 18,091    | 4         | 18,311    | 4         | 21,072    | 5         | 22,473    | 5         | 13,64      | 3          | 32,84A     | 8          | 61,425     | 16         |
|                      | TPAA                                                   | -          |            | -          |            | -         |           | -         |           | -         |           | -         |           | -          |            | 32,84A     | 8          | 14,21A     | 3          |
|                      | PS1 / Avec Vous!2 / Intérêt Général3                   | 41,51      | 11         | 44,831     | 11         | 40,481    | 10        | 38,271    | 10        | 36,761    | 9         | 31,191    | 8         | 43,312     | 12         | 29,673     | 7          | 24,373     | 6          |
|                      | ECOLO                                                  | -          |            | -          |            | -         |           | 5,77      | 0         | 10,98     | 2         | 7,34      | 1         | 8,91       | 1          | -          |            | -          |            |
|                      | IC                                                     | -          |            | -          |            | -         |           | -         |           | -         |           | 6,05      | 0         | -          |            | -          |            | -          |            |
| Anderen(*)           | Anderen(*)                                             | -          |            | 0,61       | 0          | 5,32      | 0         | -         |           | 1,42      | 0         | -         |           | -          |            | -          |            | -          |            |
| Totaal stemmen       | Totaal stemmen                                         | 9399       | 9399       | 9253       | 9253       | 9147      | 9147      | 9010      | 9010      | 9029      | 9029      | 9289      | 9289      | 8936       | 8936       | 8862       | 8862       | 8311       | 8311       |
| Opkomst %            | Opkomst %                                              | 37596      | 37596      |            |            | 93,83     | 93,83     | 92,89     | 92,89     | 91,09     | 91,09     | 92,83     | 92,83     | 88,67      | 88,67      | 88,94      | 88,94      | 84,96      | 84,96      |
| Blanco en ongeldig % | Blanco en ongeldig %                                   | 6,25       | 6,25       | 8,25       | 8,25       | 8,43      | 8,43      | 9,18      | 9,18      | 9,44      | 9,44      | 9,09      | 9,09      | 10,16      | 10,16      | 11,90      | 11,90      | 12,30      | 12,30      |

(*) 1982: PTB (0,61%) / 1988: APA (5,32%) / 2000: UDDU (1,42%)
De meerderheid wordt vet aangegeven. De grootste partij is in kleur.